# Монастырь Липовац
Липовац (серб. Липовац) — женский монастырь Сербской православной церкви. Находится близ населённого пункта Липовац в общине Алексинац, на склоне горы Озрен. Является памятником культуры Сербии большого значения.
Монастырь Липовац был построен в XIV веке. Первоначально здесь была только придворная церковь местного феодала, который владел укреплением неподалёку. В 1399 году монах Герман основал в этом месте монастырь, помощь которому оказал сербский деспот Стефан Лазаревич. Первые монахи поселились в Липоваце, спасаясь от рейдов османских отрядов. Впервые он упоминается в хрониках, датируемых 1413 годом, когда долина реки Моравы была захвачена турками. Они разорили монастырь и близлежащее укрепление. Вскоре сербы смогли вернуть эти территории, монастырь был восстановлен и расширен.
После Второй мировой войны имущество монастыря было конфисковано югославскими властями. В самом монастыре усилиями церкви были проведены реставрационные работы. Во времена СФРЮ на его территории также неоднократно проводились археологические раскопки.
С 1974 года игуменом монастыря является архимандрит Дионисий (Пантелич)